# Les Auxons
Les Auxons [lez‿oksɔ̃] ist eine französische Gemeinde mit 2522 Einwohnern (Stand: 1. Januar 2022) im Département Doubs in der Region Bourgogne-Franche-Comté. Sie gehört zum Arrondissement Besançon und ist Mitglied im Gemeindeverband Grand Besançon Métropole. Die Bewohner werden Les Auxois genannt.
Die Gemeinde entstand mit Wirkung vom 1. Januar 2015 als Commune nouvelle durch die Zusammenlegung der bisherigen Gemeinden Auxon-Dessus und Auxon-Dessous, die fortan den Status als Communes déléguées besitzen. Der Verwaltungssitz befindet sich im Ort Auxon-Dessus.

## Gemeindegliederung
| Commune déléguée               | ehemaliger INSEE-Code | PLZ   | Fläche (km²) | Einwohnerzahl (2022) |
| ------------------------------ | --------------------- | ----- | ------------ | -------------------- |
| Auxon-Dessus (Verwaltungssitz) | 25035                 | 25870 | 3,88         | 1120                 |
| Auxon-Dessous                  | 25034                 | 25870 | 6,28         | 1402                 |

## Geografie

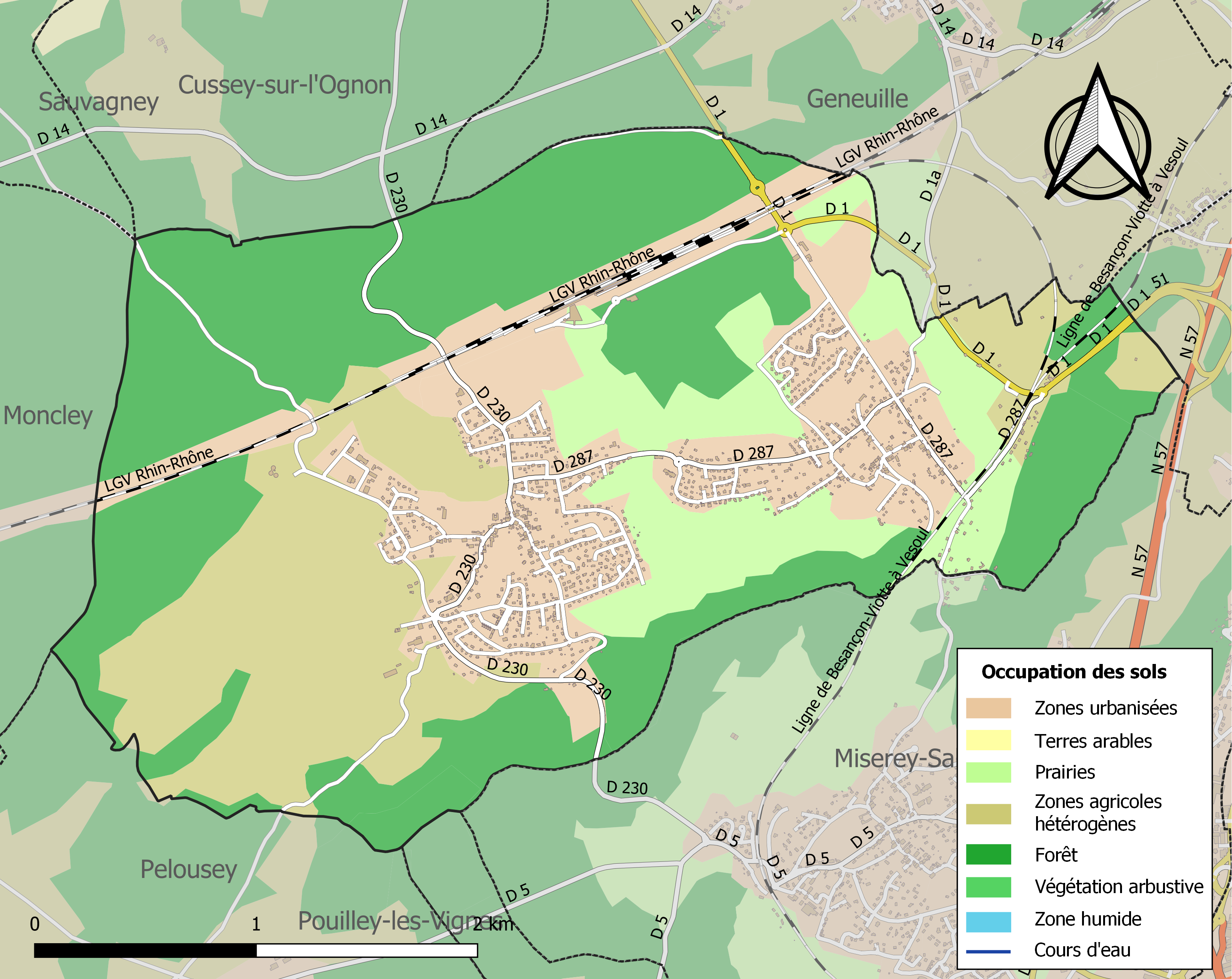
Bodennutzung, Hydrografie und Infrastruktur der Gemeinde (2018)

### Lage
Les Auxons liegt auf etwa 247 m, etwa acht Kilometer nordwestlich der Präfektur Besançon und etwa 70 Kilometer östlich der Stadt Dijon (Luftlinie).

### Topographie
Die Fläche des 10,16 km² großen Gemeindegebiets erstreckt sich in der fruchtbaren Ebene der Franche-Comté nördlich des französischen Jura-Gebirges, dessen letzte Ausläufer am Südrand der Gemeinde einige Erhebungen bilden. Das Gemeindegebiet wird größtenteils vom Ruisseau d’Auxon nach Norden hin zum Ognon entwässert. Der Ortsteil Auxon-Dessous liegt am Talgrund des Ruisseau d’Auxon während Auxon-Dessus auf einer etwa 20 m höher gelegenen Fläche nordöstlich des Baches steht. Im Norden des Gemeindegebiets erstrecken sich größere Waldgebiete, Bois de la Tuilerie, Bois du Pasquier, Grand Bois, Bois de Chailloz.
Teile des Gemeindegebiets gehören zur 454 Hektar großen ZNIEFF-Naturzone „Forêt de Cussy“ (430020368).
Rund 40 % der Fläche von Les Auxons sind bewaldet, rund 34 % werden landwirtschaftlich genutzt, rund 21 % entfallen auf bebaute Flächen, rund 5 % auf Industrie-, Gewerbe- und Verkehrsflächen (Stand: 2018).
Nachbargemeinden von Les Auxons sind Cussey-sur-l’Ognon und Geneuille im Norden, Châtillon-le-Duc im Osten, Miserey-Salines, Pouilley-les-Vignes und Pelousey im Süden sowie Moncley im Westen und Sauvagney (Berührungspunkt) im Nordwesten.

## Sehenswürdigkeiten
| Name                     | Ort           | Bemerkungen     | Bild |
| ------------------------ | ------------- | --------------- | ---- |
| Kirche Saint-Pierre      | Auxon-Dessus  |                 |      |
| Schloss                  | Auxon-Dessus  | 19. Jahrhundert |      |
| Kirche La Sainte-Trinité | Auxon-Dessous | 19. Jahrhundert |      |

## Bildung
Die Gemeinde verfügt über eine öffentliche Vor- und Grundschule (École primaire) mit 200 Schülerinnen und Schülern im Schuljahr 2024/2025.

## Wirtschaft
Die beiden Dörfer waren bis weit ins 20. Jahrhundert hinein vorwiegend durch die Landwirtschaft geprägt. Neben einigen verbliebenen Höfen gibt es heute verschiedene Betriebe des lokalen Kleingewerbes. Mittlerweile hat sich das Dorf vor allem zu einer Wohngemeinde entwickelt. Viele Erwerbstätige sind Wegpendler, die in Besançon und Umgebung ihrer Arbeit nachgehen.

## Verkehr
Die Departementsstraße D 1 führt in nordwestlicher Richtung nach Cussey-sur-l’Ognon. Die Gemeinde liegt unweit der N57 zwischen Vesoul und Besançon, von der eine Anschlussstelle über die D 1 in die beiden Ortsteile führt. Nachgeordnete Departementsstraßen verbinden die Ortsteile miteinander und mit Nachbargemeinden.
Busse einer Linie der Transportgesellschaft Mobigo der Region Bourgogne-Franche-Comté verbinden die Gemeinde mit Besançon.

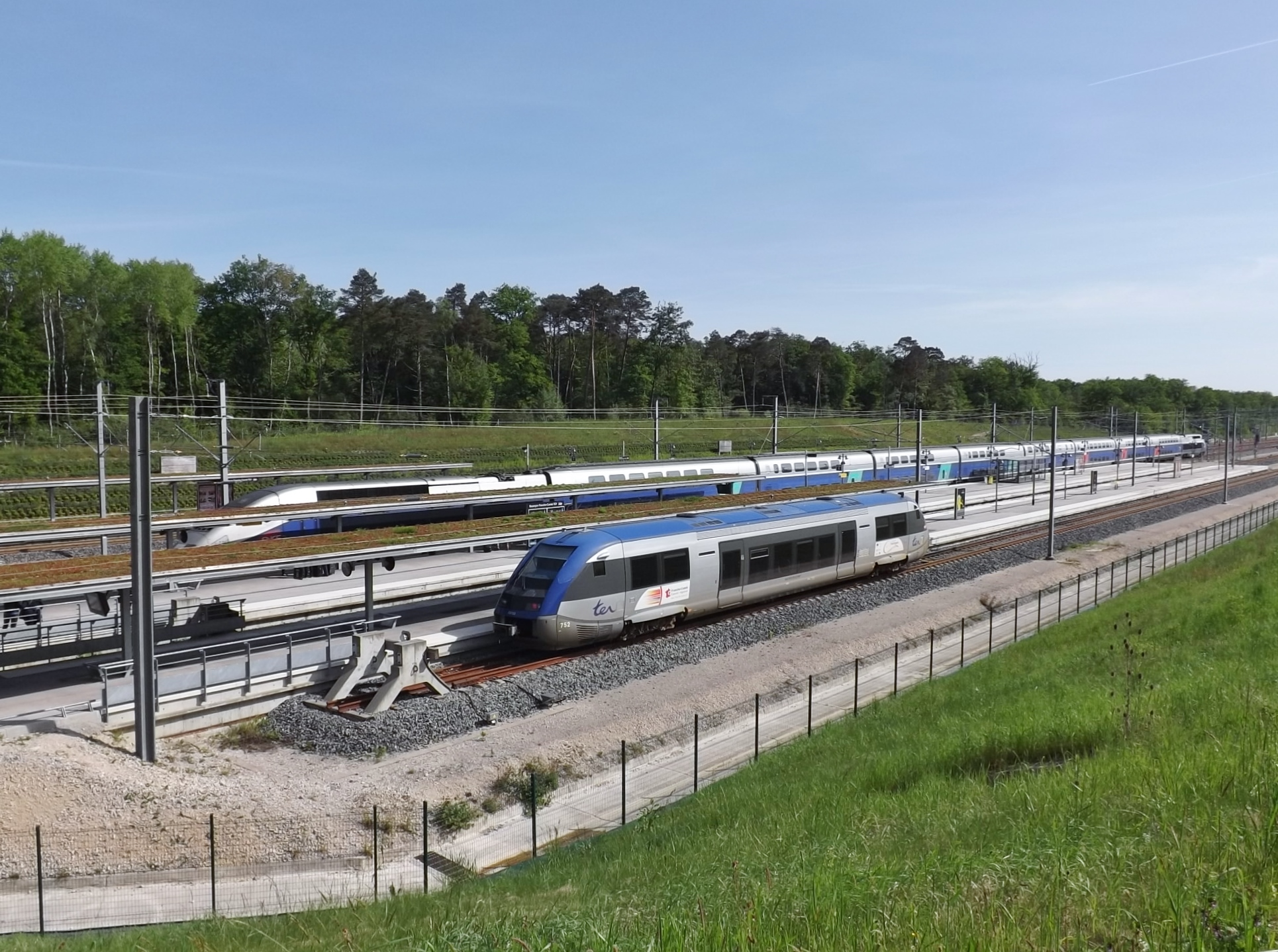
Hochgeschwindigkeitszug TGV und Pendelzug nach Besançon im Bahnhof Besançon Franche-Comté TGV

Les Auxons verfügt über den Bahnhof Besançon Franche-Comté TGV an der Hochgeschwindigkeitsstrecke LGV Rhin-Rhône. Er wird von Hochgeschwindigkeitszügen bedient, die unter anderem nach Paris, Gare-de-Lyon (Fahrtzeit etwa 2½ Stunden), Marseille, Saint-Charles über Lyon, Part-Dieu (Fahrtzeit etwa 4 Stunden) oder Frankfurt am Main (Fahrtzeit etwa 4 Stunden) fahren.
Züge der Transportgesellschaft Mobigo verkehren zum Bahnhof Besançon-Viotte und nach Vesoul.